# Nonea daghestanica
Nonea daghestanica är en strävbladig växtart som beskrevs av Kusn. Nonea daghestanica ingår i släktet nonneor, och familjen strävbladiga växter. Inga underarter finns listade i Catalogue of Life.